# Kałków (gmina)
Kałków (1945–46 Skałka) – dawna gmina wiejska istniejąca w latach 1945–1954 i 1973–1975 w woj. śląskim i woj. opolskim (dzisiejsze woj. opolskie). Siedzibą władz gminy był Kałków.
Gmina zbiorowa Skałka powstała po II wojnie światowej (w grudniu 1945) w powiecie nyskim na terenie tzw. Ziem Odzyskanych (tzw. I okręg administracyjny – Śląsk Opolski), powierzonym 18 marca 1945 administracji wojewody śląskiego, a z dniem 28 czerwca 1946 przyłączonym do woj. śląskiego (śląsko-dąbrowskiego).
Według stanu z 1 stycznia 1946 gmina składała się z 10 gromad: Skałka, Broniszowice, Jasienica Górna, Jodłów, Krośnica, Łąka, Pałki, Piotrowice, Wierzbin i Zwanowice. 6 lipca 1950 zmieniono nazwę woj. śląskiego na katowickie; równocześnie gmina Kałków wraz z całym powiatem nyskim weszła w skład nowo utworzonego woj. opolskiego.
Według stanu z 1 lipca 1952 gmina składała się z 10 gromad: Broniszowice, Buków, Jasienica Górna, Jodłów, Kałków, Krasów, Łąka, Piotrowice Nyskie, Wierzbno i Zwanowice. Gmina została zniesiona 29 września 1954 wraz z reformą wprowadzającą gromady w miejsce gmin.
Na obszarze dotychczasowej gminy utworzono gromady Kałków i Buków. W 1959 r. w wyniku korekty granicy państwowej między Polską a Czechosłowacją Krasów został przekazany Czechosłowacji. Gromadę Buków zniesiono z końcem 1959 r. włączając do gromady Kałków. W efekcie czego gromada Kałków miała obszar zbliżony do tego jaki miała gmina Kałków przed reformą. 
Jednostkę reaktywowano 1 stycznia 1973 w tymże powiecie i województwie; w skład gminy weszły obszary 16 sołectw: Broniszowice, Buków, Jasienica Górna, Jarnołtów, Jodłów, Kałków, Kijów, Koperniki, Kwiatków, Łąka, Nadziejów, Piotrowice Nyskie, Siestrzechowice, Śliwice, Wierzbno i Zwanowice. W obwieszczeniu z 20 grudnia 1972 sprostowano błąd, dodając sołectwa Meszno i Ratnowice (umieszczono je w oryginalnym spisie w gminie Paczków)
1 czerwca 1975 gmina weszła w skład nowo utworzonego (mniejszego) woj. opolskiego.
30 października 1975 gmina została zniesiona; sołectwa Siestrzechowice i Koperniki włączono do gminy Nysa, natomiast sołectwa Broniszowice, Buków, Jasienica Górna, Jarnołtów, Jodłów, Kałków, Kijów, Kwiatków, Łąka, Meszno, Nadziejów, Piotrowice Nyskie, Ratnowice, Śliwice, Wierzbno i Zwanowice do gminy Otmuchów.